# Карсон Сити (Мичиген)
Карсон Сити (енгл. Carson City) град је у америчкој савезној држави Мичиген. По попису становништва из 2010. у њему је живело 1.093 становника.

## Демографија
Према попису становништва из 2010. у граду је живело 1.093 становника, што је -97 (-8.2%) становника више него 2000. године.
| Група             | 2000.         | 2010.         |
| Белци             | 1.110 (93,3%) | 1.028 (94,1%) |
| Афроамериканци    | 6 (0,5%)      | 4 (0,4%)      |
| Азијати           | 4 (0,3%)      | 6 (0,5%)      |
| Хиспаноамериканци | 54 (4,5%)     | 46 (4,2%)     |
| Укупно            | 1.190         | 1.093         |